# Lepena
Lepena este o localitate din comuna Bovec, Slovenia, cu o populație de 35 de locuitori.